# Luka Plantić
Luka Plantić (ur. 29 października 1996) − chorwacki bokser kategorii średniej, młodzieżowy mistrz Europy, młodzieżowy wicemistrz świata oraz brązowy medalista młodzieżowych igrzysk olimpijskich z 2014.

## Kariera amatorska
W kwietniu 2014 zdobył srebrny medal w kategorii średniej na młodzieżowych mistrzostwach świata w Sofii.
W sierpniu 2014 zdobył brązowy medal na młodzieżowych igrzyskach olimpijskich w kategorii średniej. Swoją półfinałową walkę przegrał wyraźnie na punkty z Dimitrijem Nesterowem, ale wraz z innym półfinałowym przegranym walczył o brązowy medal i zdobył go, wygrywając wyraźnie na punkty. 
W październiku 2014 został mistrzem Europy w kategorii średniej, wygrywając wszystkie pięć walk na tym turnieju. W finale pokonał Włocha Giovanniego Sarchioto.